# 細谷喜一
細谷 喜一（ほそや きいち、1904年（明治37年）4月23日 - 1980年（昭和55年）11月3日）は、日本の内務官僚。内閣官房副長官。

## 経歴
群馬県出身。細谷信次郎の長男として生まれる。旧制群馬県立前橋中学校（現・群馬県立前橋高等学校）を経て、第一高等学校を卒業。1931年10月、高等試験行政科試験に合格。1932年3月、東京帝国大学法学部政治学科を卒業。同年、内務省に入省し警視庁警部補となる。
以後、警視庁警務課教養係長、大塚警察署長、渋谷警察署長、地方警視・静岡県警察部刑事課長、岡山県警察部特別高等警察課長、興亜院事務官・政務部第三課勤務、警視庁警視・労働課長、兼警視庁事務官・調停官、地方警視・京都府警察部特別高等警察課長、千葉県官房長、四国地方総監府副参事官、香川県部長・警察部長などを歴任。
戦後、1945年10月13日に休職となり、その後、退官した。以後、公営交通事業協会事務局長、新生活運動協会事務局長を歴任。大平正芳官房長官からの要請を受け内閣官房副長官に就任し、1960年12月から1964年7月まで（第2次池田内閣、第3次池田内閣）在任した。

## 著作
- 『茶心』福村書店、1949年。
- 『茶の湯の人々』〈師友選書 第6〉明徳出版社、1955年。

## 親族
- 妻 細谷照子（石黒英彦長女）[3]